# Серата
Серата (итал. Serrata) је насеље у Италији у округу Ређо ди Калабрија, региону Калабрија.
Према процени из 2011. у насељу је живело 914 становника. Насеље се налази на надморској висини од 285 м.

## Становништво
Према резултатима пописа становништва 2011. у општини је живело 914 становника.
| 1931. | 1936. | 1951. | 1961. | 1971. | 1981. | 1991. | 2001. | 2011. |
| ----- | ----- | ----- | ----- | ----- | ----- | ----- | ----- | ----- |
| 1.671 | 1.690 | 1.759 | 1.702 | 1.369 | 1.087 | 1.183 | 964   | 914   |